# Latiromitra
Latiromitra là một chi ốc biển, là động vật thân mềm chân bụng sống ở biển trong họ Ptychatractidae.

## Các loài
Các loài thuộc chi Latiromitra bao gồm:
- Latiromitra aratiuncula (Quinn, 1981)[2]
- Latiromitra barthelowi (Bartsch, 1942)[3]
- Latiromitra cacozeliana Bouchet & Kantor, 2000[4]
- Latiromitra crosnieri Bouchet & Kantor, 2000[5]
- Latiromitra cryptodon (P. Fischer, 1882)[6]
- Latiromitra delicatula (Shikama, 1971)[7]
- Latiromitra meekiana (Dall, 1889)[8]
- Latiromitra okinavensis (MacNeil, 1961)[9]
- Latiromitra paiciorum Bouchet & Kantor, 2000[10]
- Latiromitra styliola (Dall, 1927)[11]